# Víctor Sada
Víctor Sada Remisa (Badalona, 8 de março de 1984) é um basquetebolista profissional espanhol que atualmente joga pelo FC Barcelona B na Liga Endesa da Espanha. Possui 1,92 m de altura e atua na posição armador.

## Biografia
Iniciou a prática do basquetebol nas categorias de base do FC Barcelona, clube no qual seu pai Adolfo Sada também havia sido jogador. Na temporada de 2001-2002 começou a jogar profissionalmente na Equipe B "blaugrana" disputando a Liga EBA (4ª divisão espanhola). Na temporada 2003-2004 estreou na equipe principal na disputa da Liga ACB conquistando a Liga e a Copa do Rei.
Durante a temporada 2005-2006 encontrou dificuldades para se firmar na equipe do FC Barcelona, que na época contava com grandes nomes do basquete como Marc Gasol, Gregor Fucka, Gianluca Basile e Juan Carlos Navarro. Desta maneira trocou de equipe e foi jogar no Akasvayu Girona juntamente com Marc Gasol. Na equipe de Girona conquistaram resultados expressivos como as quartas de final da Liga ACB e Copa do Rei, Campeões da Eurocup  2006-07 e vice-campeão da Copa Uleb 2007-08.
Com o constante crescimento de seu basquetebol Víctor Sada voltou para seu clube formador, o FC Barcelona, onde chamou atenção por seu poder defensivo, bolas recuperadas e como um imprescindível "sexto homem". Ficou no FC Barcelona por seis temporada quando não houve renovação de seu contrato pelo clube, após divergências pontuais nas cláusulas do contrato, Sada rompeu vínculo com o clube "blaugrana". Após encerrar vínculos, atravessou a fronteira e assinou com o MoraBanc Andorra clube que estava 18 anos relegado a divisões inferiores e havia conquista acesso para a Liga ACB.

## Carreira na Seleção Espanhola de Basquetebol
Víctor Sada jogou no Campeonato Europeu Sub-20 em 2004 realizado em Brno, República Checa onde alcançou médias de 10 pontos por jogo, 9,1 rebotes por jogo e 4,3 assistências por jogo. Nesta competição seu parceiro de clube tanto no FC Barcelona, quanto Akasvayu Girona, Marc Gasol fora pivô da Seleção Espanhola de Basquetebol.
Durante a disputa do EuroBasket de 2011 na Lituânia, Sada consagrou-se campeão juntamente com a Seleção Espanhola, com médias de 1 ponto por jogo, 2 rebotes por jogo e 1 assistência por jogo. No ano seguinte nos Jogos Olímpicos de Verão de 2012 em Londres foi medalhado com o segundo posto e obteve médias de 2,6 pontos por jogo, 1,2 rebotes por jogo e 1 assistência por jogo. No jogo de estréia contra a China obteve seus melhores números jogando por 11 minutos e perfazendo 7 pontos.